# Simon Loueckhote
Simon Loueckhote (districte tradicional de Fayaoué, Ouvéa, Nova Caledònia, 1957) és un polític canac de Nova Caledònia. Va ser educat per la tribu gatope de Voh, després a Koumac i finalment a Nova Caledònia. Es llicencià com a professor, però aviat es dedicà a la política com a company polític de Jacques Lafleur al RPCR, partit amb el qual fou elegit regidor de l'ajuntament d'Ouvéa de 1983 a 2001, i diputat del partit a les eleccions provincials de Nova Caledònia de 1989, 1995 i 1999. Fou president del Congrés de Nova Caledònia de 1989-1995 i 1998-2004.
Alhora fou suplent de Jacques Lafleur i fou escollit senador en substitució de Dick Ukeiwé de 1992 a 2002 en les files del Reagrupament per la República (RPR), i des del 2002 dins les llistes de la Unió pel Moviment Popular (UMP), enfrontant-se per l'escó al líder independentista Rock Wamytan. Fou un dels participants en la signatura dels Acords de Nouméa i també va lluitar contra l'esmena constitucional per a congelar el cens electoral del territori.
Ha estat membre de l'assemblea provincial de les Illes Loyauté (fins i tot la presidí el 1988-1989) des de la seva creació el 1985. També ha estat vicepresident de l'assemblea el 1995-1996 i sovint ha actuat en connivència amb el cap del LKS, Nidoïsh Naisseline, i amb el del FCCI, Cono Hamu, per a enfrontar-se als líders del FLNKS Robert Xowie i Néko Hnepeune.
El 2006 es va enfrontar a Jacques Lafleur i va decidir presentar la seva pròpia llista a les eleccions municipals de 2008 a Nouméa, on va obtenir 4 regidors. Després abandonà el Reagrupament-UMP per a fundar el seu propi partit, Moviment per la Diversitat, de caràcter anti-independentista però partidari d'una major autonomia i de la multiculturalisme a les institucions caledonianes. A les eleccions provincials de Nova Caledònia de 2009 aconseguí repetir la votació a les Illes Loyauté, on només va obtenir 960 vots (el 6,83% dels vots) i cap representació. El va obtenir un escó a l'Assemblea de la Província del Sud.	